# شعيب بن الحبحاب
شعيب بن الحبحاب الأزدي أبو صالح البصري مولى لبني زافر بطن من المَعَاوِل من الأزد، تابعي، وراوي حديث نبوي من الثقات من أهل البصرة. روى له محمد بن إسماعيل البخاري ومسلم بن الحجاج وأبو داود والنسائي والترمذي. مات سنة 130 هـ أو 131 هـ، وغسّله أيوب السختياني.

## روايته للحديث النبوي
- روى عن: وأنس بن مالك، وإبراهيم النخعي، أبي العالية الرياحي، وعامر الشعبي، وأبي قلابة الجرمي، وأَبِي سَعِيد كثير بْن عبيد، وكثير مولى ابْن الصلت، وأَبِي صادق الأزدي.
- روى عنه: حماد بن زيد، وحماد بن سلمة، وسليمان بن طرخان التيمي، وسلام بن أبي مطيع، وشعبة بن الحجاج، وابنه عَبْد السلام بْن شعيب بْن الحبحاب، وعبد الوارث بن سعيد، ومعمر بن راشد، ومهدي بن ميمون، وهارون بن موسى النحوي، وهشام بن حسان، وهشام الدستوائي، ويونس بن عبيد، وابنه أَبُو بكر بْن شعيب بْن الحبحاب، وأَبُو مالك الطائي.[2]
- الجرح والتعديل: وَقَال أحمد بن حنبل، والنسائي: «ثقة». وقال أبو حاتم الرازي: «صالح». وَقَال محمد بن سعد البغدادي: «شعيب بْن الحبحاب يكنى أبا صالح مولى لبني زفر بطن من المعاول، والمعاول من الأزد، أخبرني بذلك رجل من ولده وكَانَ ثقة، وله أحاديث. مات سنة ثلاثين، ويُقال: سنة إحدى وثلاثين ومئة، وغسله أيوب.» روى له الجماعة سوى ابن ماجه.[2]